# Roland Tichy

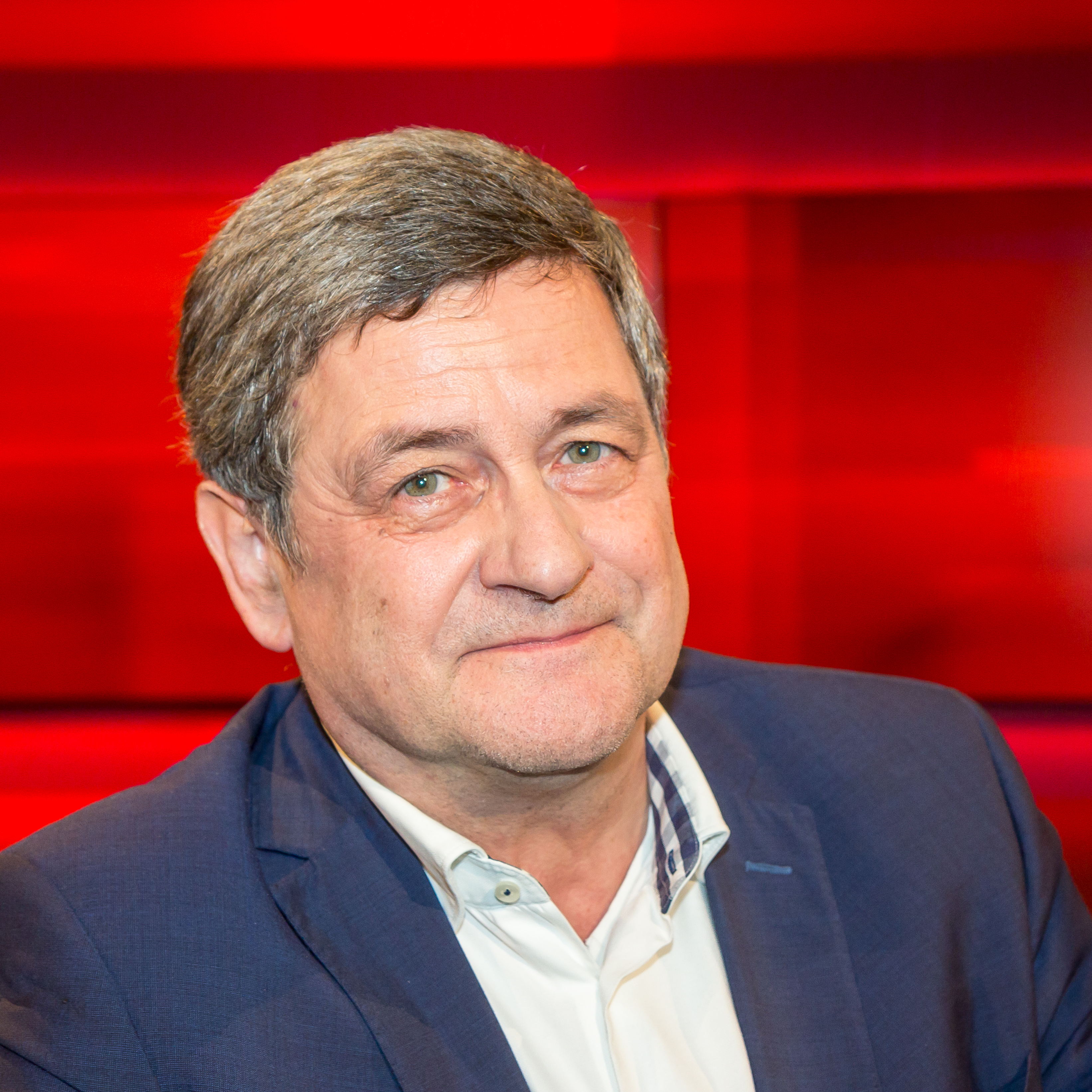
Roland Tichy, 2017

Roland Friedrich Tichy (* 11. November 1955 in Bad Reichenhall) ist ein deutscher Journalist und Publizist. Er war Chefredakteur der Magazine Impulse und Euro sowie der Wirtschaftswoche. Von 2014 bis 2020 war er Vorsitzender der Ludwig-Erhard-Stiftung. Seit 2014 ist er Herausgeber des Onlinemagazins Tichys Einblick.

## Leben
Tichys Vater war Steuerberater.
Tichy studierte Volkswirtschaftslehre, Politik und Kommunikationswissenschaften in München und New Orleans und schloss sein Studium als Diplom-Volkswirt ab. Anschließend arbeitete er als wissenschaftlicher Assistent am Lehrstuhl für Gesundheitsökonomik am Volkswirtschaftlichen Institut der Ludwig-Maximilians-Universität München.
Von 1983 bis 1985 war er während der Amtszeit Helmut Kohls Mitarbeiter im Planungsstab des Bundeskanzleramtes und arbeitete anschließend als Bonner Korrespondent für die Wirtschaftswoche. Er war stellvertretender Chefredakteur des Wirtschaftsmagazins Capital. 1990/1991 gehörte Roland Tichy zum Beraterstab des Rundfunkbeauftragten (Rudolf Mühlfenzl) in der Einrichtung nach Art. 36 Einigungsvertrag (Hörfunk und Fernsehen der DDR) und hatte damit maßgeblichen Einfluss auf die Reform der deutschen Rundfunklandschaft. Anschließend leitete er bei der Daimler-Benz AG das Ressort „Corporate Issues Management“, welches dem Vorstand berichtete.
1990 veröffentlichte Tichy das Buch Ausländer rein und 2001 zusammen mit seiner Frau Andrea Die Pyramide steht Kopf.
Von 1991 bis 1995 war er Chefredakteur des Unternehmermagazins Impulse. Er war erster und einziger Chefredakteur der Zeitschrift Die Telebörse, die von Januar 2000 bis Juni 2002 erschien. Von 2002 bis 2007 war Tichy als Chefredakteur des Magazins Euro tätig. Im Jahr 2004 wurde Tichy durch seine Teilnahme an der RTL-Karriereshow Big Boss mit Reiner Calmund einem breiteren Publikum bekannt. Er war Leiter des Berliner Büros des Handelsblatts und von 2007 bis September 2014 Chefredakteur des Magazins Wirtschaftswoche. Tichy schrieb eine wöchentlich erscheinende Wirtschaftskolumne für Bild am Sonntag. Einen Teil seiner Kolumnen veröffentlichte er auch in Buchform.
Im Januar 2015 verließ er die Dieter von Holtzbrinck Mediengruppe. Seit Mai 2015 ist er Juryvorsitzender des Journalistenpreises Medienpreis Mittelstand.
2015 gründete er die nach Eigeneinschätzung „liberal-konservative“ Meinungsseite Tichys Einblick, eine Online-Zeitung, auf der mehr als ein Dutzend ständiger Kolumnisten sowie zahlreiche Gastautoren publizieren und zu der er selbst die namengebende Kolumne Tichys Einblick beisteuert. Seit dem 15. Oktober 2016 erscheint Tichys Einblick zusätzlich monatlich im Printformat, wobei Tichy selbst als Herausgeber fungiert. Die Auflage lag im vierten Quartal 2021 bei etwa 23.000 verbreiteten Exemplaren.
Außerdem hat er einen YouTube-Kanal unter dem Namen Tichys Einblick mit über 250.000 Abonnenten. Von 2021 bis 2022 wurde der TV-Talk Tichys Ausblick wöchentlich beim Lokalsender TV Berlin ausgestrahlt. Im Vorfeld kündigte Tichy an, man wolle damit „die grassierende Cancelkultur durchbrechen [und] auch denen eine Bühne bieten, die sonst nicht oder nicht mehr im TV zu sehen sind“. Tichys erste Gäste waren der frühere Verfassungsschutzpräsident Hans-Georg Maaßen und der Kabarettist Uwe Steimle.
Tichy ist Vorstandsvorsitzender der Stiftung Meinung & Freiheit e. V., Hans-Georg Maaßen stellvertretender Vorsitzender, Alexander Mitsch fungiert als Schatzmeister.

## Positionen
Tichy befürwortete den Abschluss des Transatlantischen Freihandelsabkommens TTIP, wobei er sich kritisch zu einzelnen Punkten wie insbesondere der Regelung von Patenten äußerte.
Anlässlich des Anschlags auf die Pariser Redaktion Charlie Hebdo im Januar 2015 verwahrte sich Tichy gegen eine pauschale Einstufung der Pegida-Demonstranten als rechtsradikal und forderte, diese als Bürger zu betrachten, deren Sorgen man ernst nehmen müsse. In diesem Zusammenhang erklärte er aber auch, dass sich die große Mehrheit der rund vier Millionen Muslime hierzulande als Deutsche identifiziere, und verlangte, dass man diese vor dem Islamismus schützen müsse.
Tichy wandte sich gegen die Euro-Rettungspolitik sowie die Energiewende. Tichy lobte außerdem den Klimawandelleugnung betreibenden Verein Europäisches Institut für Klima und Energie (EIKE) sowie das Buch Unerwünschte Wahrheiten der Klimaskeptiker Fritz Vahrenholt und Sebastian Lüning.
In einem Artikel auf Tichys Einblick beschrieb Tichy nach dem Beginn des russischen Angriffskriegs gegen die Ukraine Anfang 2022  Putin als „kaltblütig“. Ein Podcast sprach von „Putins brutalem Städtekrieg“, zudem veröffentlichte Tichy Gastbeiträge, in denen Putin ebenfalls kritisiert wurde.

## Kontroversen
2015 wurde Tichy Herausgeber der Plattform für Debattenbeiträge XING Klartext. Im Januar 2017 trat er nach massiver Kritik an einem von ihm auf Tichys Einblick herausgegebenen Gastbeitrag von Jürgen Fritz zurück, in dem „grün-linke Gutmenschen“ als „geistig-psychisch krank“ pathologisiert wurden. Tichy löschte den Beitrag und bat um Entschuldigung dafür.
Tichy beteiligte sich im Frühjahr 2017 an einer von der Alternative für Deutschland (AfD) getragenen Kampagne, mit der die ehemalige Bischöfin Margot Käßmann als Rassistin verunglimpft wurde. Aufhänger war ein durch Auslassungen verfälschtes Zitat von Käßmann.
Nachdem Roland Tichy im September 2020 in seinem Monatsmagazin Tichys Einblick einen Gastbeitrag von Stephan Paetow veröffentlicht hatte, der sexistische Aussagen über die Berliner SPD-Staatssekretärin Sawsan Chebli enthielt, verließ Digitalisierungsministerin Dorothee Bär (CSU) die seit 2015 unter Tichys Vorsitz stehende Ludwig-Erhard-Stiftung und erklärte dazu: „Sofern die Stiftung einen Vorsitzenden hat, unter dessen Federführung solche Texte veröffentlicht werden, kann und will ich sie nicht weiter unterstützen. Es zeigt eine gesellschaftspolitische Geisteshaltung, die ich nicht akzeptiere.“ Nach dem Austritt Bärs erklärten auch Bundesgesundheitsminister Jens Spahn und der stellvertretende Vorsitzende der CDU/CSU-Bundestagsfraktion Carsten Linnemann, ihre Mitgliedschaft in der Stiftung ruhen zu lassen. Stiftungs-Mitglied Jens Weidmann kritisierte in einem Brief an die anderen Mitglieder der Stiftung, in Tichys Magazin sei es „wiederholt zu beleidigenden und verletzenden Äußerungen gekommen, die sich mit den Idealen der Stiftung nicht vertragen und eine negative öffentliche Berichterstattung über die Stiftung ausgelöst haben“. Tichy kündigte daraufhin an, sich nicht der Wiederwahl Ende Oktober 2020 zu stellen. Nach Angaben des Stiftungsvorstands wollen dies auch der stellvertretende Vorsitzende Oswald Metzger sowie der Schatzmeister Alexander Tesche tun. Im Deutschlandfunk kommentierte Stefan Fries, es sei erstaunlich, wie lange es gedauert habe, „bis Tichys Unterstützer erkannt haben, wen sie 2014 zum Vorsitzenden der Ludwig-Erhard-Stiftung gewählt haben“. Er zog das Fazit, das Problem sei nicht Roland Tichy als Stiftungsvorsitzender, sondern als Publizist, „der behauptet, Journalismus zu betreiben, aber oft gegen dessen Grundsätze verstößt“. Beim Finanzen Verlag, in dem Tichys Einblick erscheint, schrieb der Betriebsrat einen Brief an Verlagschef Frank-Bernhard Werner, da die Belegschaft um den Ruf der Firma durch diese Kooperation fürchtete. Werner begründete diese allein mit finanziellen Interessen, kündigte aber an, dass man zukünftig noch aufmerksamer sein werde, um Aussagen  „mit sexistischer oder rassistischer Konnotation“ zu vermeiden. Im Oktober 2020 erwirkte Chebli  eine einstweilige Verfügung  gegen Tichys Einblick. Anfang Januar 2022 wurde eine Entscheidung des Landgerichts Berlin bekannt, der zufolge Tichy 10.000 Euro Schmerzensgeld an Chebli zahlen muss. Es habe sich bei Äußerungen in einem Artikel um eine Verletzung der Menschenwürde und eine schwere Persönlichkeitsrechtsverletzung gehandelt.

## Mitgliedschaften und Lobbying
Roland Tichy pflegt einen intensiven Austausch in wirtschaftsliberalen Netzwerken. Er war Vorstandsvorsitzender der Ludwig-Erhard-Stiftung und im Vorstand der Aktionsgemeinschaft Soziale Marktwirtschaft, er war Kuratoriumsmitglied der Friedrich-August-von-Hayek-Stiftung und ist Mitglied der Mont Pelerin Society.
Tichy unterhielt, laut der Organisation Lobbycontrol enge Beziehungen zur Initiative Neue Soziale Marktwirtschaft (INSM), einer Lobbyorganisation deutscher Arbeitgeber. Im Februar 2013 veröffentlichte die Wirtschaftswoche gemeinsam mit der INSM die Sonderausgabe „Wie gerecht ist Deutschland?“. Damaliger Chefredakteur der Wirtschaftswoche war Roland Tichy.
Laut Handelsblatt lehnte der CDU-Politiker Friedrich Merz es 2018 ab, den von der Ludwig-Erhard-Stiftung vergebenen Ludwig-Erhard-Preis anzunehmen, weil er nicht mit dem Stiftungsvorsitzenden Tichy auf einer Bühne auftreten wollte. Laut der Zeitung waren vier Jurymitglieder ausgetreten und hätten Tichy aufgefordert, die Arbeit in der Stiftung besser von seiner publizistischen Tätigkeit zu trennen.

## Familie
Roland Tichy ist verheiratet mit Andrea Tichy (* 1960), einer freien Wirtschaftsjournalistin, die auch als Buchautorin gemeinsam mit ihrem Mann in Erscheinung getreten ist. Sie leben in Frankfurt am Main. Der Sohn Maximilian Tichy (* 1995) ist gelernter Hotelfachmann und beteiligt sich aktiv am politischen Netzwerk seines Vaters.

## Rezeption
Roman Pletter schrieb 2017 in Die Zeit in einem langen Artikel über Tichy: „Der Widerspruch zwischen Roland Tichys Buch früher und der Sprache heute ist nicht der einzige, dem man bei dieser Annäherung an ihn begegnet: Er sucht den Streit, will aber zugleich gemocht werden. Er ist als Kommentator scharf im Ton, aber im persönlichen Umgang auch charmant und lustig. Er ist kein Ausländerfeind, seine Texte klingen aber manchmal so. Er ist ein wirtschaftsliberaler Demokrat, doch man begegnet auf seinem Internetforum Menschen, bei denen eine menschenfreundliche Haltung nicht mehr zweifelsfrei zu erkennen ist.“
Laut Hans Demmel (2021) bespielt Tichy „das rechte Themenspektrum mit der Forderung nach restriktiver Migrationspolitik oder einer deutlich überzogenen Kritik an der Corona-Politik oder der Kanzlerin“.

## Auszeichnungen
2008 wurde er mit dem Ludwig-Erhard-Preis für Wirtschaftspublizistik ausgezeichnet. Als Begründung wurden mehrere Meinungsbeiträge von ihm genannt, unter anderem seine Kritiken an Sozialstaat, Bankempfehlungen, Verteilungspolitik und Konjunkturprogrammen.
2008 wurde Tichy von der Branchenzeitschrift medium magazin als Wirtschaftsjournalist des Jahres 2008 ausgezeichnet.
2015 erhielt er die Hayek-Medaille der Friedrich A. von Hayek-Gesellschaft.

## Schriften
- Gesammelte Einblicke. Frankfurt am Main, Quell-Verlag, 2013, ISBN 978-3-9815402-2-2.
- zusammen mit Andrea Tichy: Die Pyramide steht kopf. Die Wirtschaft in der Altersfalle und wie sie ihr entkommt. München, Piper Verlag, 2001, ISBN 978-3-492-04346-5.
- Als Herausgeber zusammen mit Sylvia Dietl: Deutschland einig Rundfunkland? Eine Dokumentation zur Wiedervereinigung des deutschen Rundfunksystems 1989–1991. München: Verlag Reinhard Fischer, 2000, ISBN 3-88927-260-6.
- Ab in die neue Mitte! Die Chancen der Globalisierung für eine deutsche Zukunftsgesellschaft. Hamburg, Hoffmann und Campe, 1998, ISBN 3-455-11263-3.
- Ausländer rein! Warum es kein „Ausländerproblem“ gibt. München, Piper Verlag, 1990, ISBN 3-492-10908-X.